# 荷蘭麴黴
荷蘭麴黴（学名：Aspergillus hollandicus）为髮菌科麴菌屬下的一个种。

## 扩展阅读
- 維基物種上的相關：荷蘭麴黴